# Porto/Scandola/Revellata/Calvi/Calanches de Piana (zone terrestre et marine)
Porto/Scandola/Revellata/Calvi/Calanches de Piana (zone terrestre et marine) este o arie protejată (sit de importanță comunitară — SCI) din Franța întinsă pe o suprafață de 50.227 ha, din care 83 % marine.

## Localizare
Centrul sitului Porto/Scandola/Revellata/Calvi/Calanches de Piana (zone terrestre et marine) este situat la coordonatele 42°23′10″N 8°34′59″E / 42.38611°N 8.58306°E.

## Înființare
Situl Porto/Scandola/Revellata/Calvi/Calanches de Piana (zone terrestre et marine) a fost declarat arie specială de conservare în baza directivei 92/43 din 1992 referitoare la conservarea habitatelor naturale și a faunei și florei sălbatice pentru a proteja 1 specie de plante și 13 specii de animale.

## Biodiversitate
Situată în ecoregiunea mediteraneană, aria protejată conține 18 habitate naturale: Matorral arborescenți cu Juniperus spp., Dune mobile cu vegetație embrionară, Peșteri marine scufundate complet sau parțial, Galerii și tufărișuri riverane sudice (Nerio-Tamaricetea și Securinegion tinctoriae), Păduri de Quercus ilex și Quercus rotundifolia, Vegetație anuală la limita mareei, Tufărișuri halo-nitrofile (Pegano-Salsoletea), Tufărișuri termo-mediteraneene și de pre-deșert, Păduri de Olea și Ceratonia, Formațiuni scunde de Euphorbia în apropierea falezelor, Păduri de pin mediteraneene cu pini mezogeni endemici, Lagune de coastă, Pajiști umede mediteraneene cu ierburi înalte de Molinio-Holoschoenion, Pășuni mediteraneene udate de apa mării (Juncetalia maritimi), Faleze cu vegetație de Limonium spp. endemic de pe coastele mediteraneene, Pante stâncoase silicioase cu vegetație casmofită, Recifuri, Straturi cu Posidonia (Posidonion oceanicae).
La baza desemnării sitului se află mai multe specii protejate:
- plante (1): Armeria soleirolii
- amfibieni (1): Discoglossus sardus
- mamifere (8): liliac cârn (Barbastella barbastellus), liliac cu aripi lungi (Miniopterus schreibersii), liliac cu picioare lungi (Myotis capaccinii), liliac cărămiziu (Myotis emarginatus), liliacul mediteranean cu potcoavă (Rhinolophus euryale), liliacul mare cu potcoavă (Rhinolophus ferrumequinum), liliacul mic cu potcoavă (Rhinolophus hipposideros), delfin mare (Tursiops truncatus)
- nevertebrate (2): croitorul mare al stejarului (Cerambyx cerdo), Papilio hospiton
- reptile (2): țestoasa de baltă (Emys orbicularis), Euleptes europaea

Pe lângă speciile protejate, pe teritoriul sitului au mai fost identificate 5 specii de plante, 1 specie de păsări, 9 specii de mamifere, 3 specii de nevertebrate.